# David Frétigné
David Frétigné, né le 30 juillet 1970 à Mayenne, est un pilote de moto. Il a commencé par le motocross avant d'évoluer vers l'enduro et le rallye-raid.

## Palmarès

### 2014
- 2e Rallye Hellas sur 1200 YAMAHA super Ténéré
- 2e trophée de france de Cross country yamaha 250 yzf

### 2010
- 5e au Rallye Dakar
- 5e championnat de France Enduro E2 YAMAHA 450 YZF-E

### 2009
- 3e au Rallye Dakar
- 4e Championnat de france Enduro E2

### 2008
- Vainqueur du Rallye du Maroc

### 2005
- 5e au Rallye Telephonica Dakar/ Vainqueur de la catégorie 450 cm3
- 3e au Trèfle lozérien
- 3e au championnat de France enduro

### 2004
- 7e au Rallye Telefonica Dakar - Vainqueur de la catégorie 450 cm3 (450WRF-2Trac)
- 4e à l'Enduro d'Hossegor
- Vainqueur du Trèfle lozérien
- Champion de France d'Enduro (450 cm3)
- Champion de France Off-road
- Vainqueur du Rallye AMV SHAMROCK

### 2003
- Vainqueur de la catégorie moins de 511 cm3 au Rallye ORPI du Maroc
- Champion de France d'Enduro
- Vainqueur du Rallye AMV SHAMROCK (Maroc)
- Champion de France de Cross Country
- Vainqueur de la Grappe de Cyrano
- Vainqueur de la Val de Lorraine Classic

### 2002
- Champion de France d'Enduro
- Champion du Monde d'Enduro 250 4-Temps ISDE
- Champion de France de Cross Country
- Vainqueur du Trèfle lozérien
- Vainqueur du Rallye AMV SHAMROCK

### 2001
- Champion de France d'Enduro
- Champion de France de Cross Country
- Champion du Monde ISDE par équipe
- Champion du Monde ISDE catégorie 250 2-Temps

### 2000
- Champion de France d'Enduro
- Champion du Monde ISDE
- Champion de France de Cross Country
- Vainqueur de La Norma
- Vice-Champion du Monde d'Enduro ISDE (catégorie 400 cm3 - 4 Temps)
- Vainqueur du Trèfle lozérien
- Vainqueur de la Rand'Auvergne

### 1999
- Champion du Monde ISDE en 400 4-Temps
- Vice-Champion de France (250 cm3)
- Vainqueur du Trèfle lozérien
- Vainqueur du Cross-Country
- 3e de l'Enduro du Touquet

### 1998
- 2e au Championnat de France d'Enduro en 250 cm3
- 3e au Championnat du Monde d'Enduro
- 6e à l'Enduro des Baines
- 7e à l'Enduro du Touquet

### 1997
- 3e au Championnat de France d'Enduro
- 3e au Trèfle lozérien
- Vainqueur de la Rand'Auvergne
- 7e au Championnat du Monde d'Enduro
- 6e à l'Enduro des Baines
- Vainqueur du MX Oxbow
- 3e à l'Enduro de Fort Mahon

### 1996
- Vice-Champion de France d'Enduro
- 7e au Championnat du Monde d'Enduro
- Vainqueur de la Rand'Auvergne

### 1994
- 5e au Championnat de France d'Enduro
- 7e au Championnat du Monde d'Enduro en France
- Vainqueur des Husky - Days
- Vainqueur de la Rand'Auvergne

### 1993
- 2e au Championnat du Monde d'Enduro par Equipe (I.S.D.E)
- 3e aux 24 heures d'Endurance Clermont - Ferrand
- 5e aux 24 heures d'Endurance de Bretagne
- 7e et 4e au Championnat de France Elite (Villars sous Ecot)
- 2e aux 12 heures d'Endurance de Belgique
- Vainqueur du Moto-Cross d'ECOT
- Vainqueur du Moto-Cross de Palladuc

## Rallye Dakar
- 2004 : 7e
- 2005 : 5e
- 2006 : (1 étape)
- 2009 : 3e
- 2010 : 5e  (1 étape)
- 2013 : Abandon